# لیترسبورگ (مریلند)
لیترسبورگ (به انگلیسی: Leitersburg) شهری در ایالت مریلند کشور ایالات متحده آمریکا است که جمعیت آن در سرشماری سال ۲۰۱۰ میلادی، ۵۷۳ نفر بوده‌است.